# Юни
Ю́ни (яп. 由仁町 Юни-тё:) — посёлок в Японии, находящийся в уезде Юбари округа Сорати губернаторства Хоккайдо. Площадь посёлка составляет 133,86 км², население — 5638 человек (30 июня 2014), плотность населения — 42,12 чел./км².

## Географическое положение
Посёлок расположен на острове Хоккайдо в губернаторстве Хоккайдо. С ним граничат города Юбари, Титосэ и посёлки Курияма, Наганума, Абира, Ацума.

## Население
Население посёлка составляет 5638 человек (30 июня 2014), а плотность — 42,12 чел./км². Изменение численности населения с 1980 по 2005 годы:
| 1980 | 9000 чел. |  |
| 1985 | 8426 чел. |  |
| 1990 | 7809 чел. |  |
| 1995 | 7250 чел. |  |
| 2000 | 6910 чел. |  |
| 2005 | 6477 чел. |  |

## Символика
Деревом посёлка считается тис остроконечный, цветком — хризантема.